# Escharella rugosa
Escharella rugosa is een mosdiertjessoort uit de familie van de Escharellidae. De wetenschappelijke naam van de soort is voor het eerst geldig gepubliceerd in 1995 door Soule, Soule & Chaney.